# Hyposoter rufovariatus
Hyposoter rufovariatus är en stekelart som först beskrevs av Otto Schmiedeknecht 1909.  Hyposoter rufovariatus ingår i släktet Hyposoter och familjen brokparasitsteklar. Utöver nominatformen finns också underarten H. r. meridionellator.